# Liste der Baudenkmäler in Rügland
Auf dieser Seite sind die Baudenkmäler in der mittelfränkischen Gemeinde Rügland zusammengestellt. Diese Tabelle ist eine Teilliste der Liste der Baudenkmäler in Bayern. Grundlage ist die Bayerische Denkmalliste, die auf Basis des Bayerischen Denkmalschutzgesetzes vom 1. Oktober 1973 erstmals erstellt wurde und seither durch das Bayerische Landesamt für Denkmalpflege geführt wird. Die folgenden Angaben ersetzen nicht die rechtsverbindliche Auskunft der Denkmalschutzbehörde.
 Diese Liste gibt den Fortschreibungsstand vom 16. April 2020 wieder und enthält 31 Baudenkmäler.

## Baudenkmäler nach Gemeindeteilen

### Rügland
| Lage                               | Objekt                                               | Beschreibung | Akten-Nr.     | Bild           |
| ---------------------------------- | ---------------------------------------------------- | --- | ------------- | -------------- |
| Nähe Ahornweg (Standort)           | Friedhofsmauer                                       | Mit polygonalen, kräftig rustizierten Portalpfeilern mit Kugelaufsatz, erste Hälfte 18. Jahrhundert | D-5-71-194-13 | BW             |
| Nähe Ahornweg (Standort)           | Friedhof                                             | Nur der südöstliche Teil historisch mit einzelnen historischen Grabdenkmälern, erste Hälfte 18. Jahrhundert | D-5-71-194-13 | BW             |
| Ansbacher Straße 1 (Standort)      | Evangelisch-lutherische Pfarrkirche Sankt Margaretha | Saalbau im Markgrafenstil mit nach Osten abgewalmtem Dach, gebänderten Ecklisenen, Putzrahmen um die Fenster, Westturm mit gefeldertem Glockengeschoss mit abgeschrägten Kanten und Schweifhaube sowie mit Sakristeianbau im Osten, 1754, mit Ausstattung                                                        | D-5-71-194-1  | weitere Bilder |
| Ansbacher Straße 3 (Standort)      | Kellerhaus                                           | Zweigeschossiger Walmdachbau mit Fachwerk über massivem Erdgeschoss und Sockel, ehemals Kegelbahn und Kelleranlage mit Eiskeller, im Kern 18. Jahrhundert, mit Ausbauten bis 20. Jahrhundert | D-5-71-194-30 | BW             |
| Neustädter Straße 2 (Standort)     | Wasserschloss der Herren von Crailsheim              | U-förmige, dreiflügelige Schlossanlage aus altem und neuen Schloss | D-5-71-194-2  | weitere Bilder |
| Neustädter Straße 2 (Standort)     | Altes Schloss                                        | Zweigeschossiger Satteldachbau mit massivem Erdgeschoss mit rundbogiger, hausteingefasster Tordurchfahrt und vorkragendem Fachwerkobergeschoss und -giebel, 1611 | D-5-71-194-2  | weitere Bilder |
| Neustädter Straße 2 (Standort)     | Neues Schloss                                        | Zweigeschossige, L-förmige Zweiflügelanlage mit Mansardwalmdächern, Ecklisenen und Gesimsgliederung, hofseitig dreigeschossiger Mittelrisalit mit Säulenportal und Dreiecksgiebel mit stuckiertem Wappen, Westfassade mit übergiebelten Seitenrisaliten, von Karl Friedrich von Zocha, 1713 ff., mit Ausstattung | D-5-71-194-2  | weitere Bilder |
| Nähe Neustädter Straße (Standort)  | Balustrade                                           | Steinmauer als Hofabschluss, um 1713 | D-5-71-194-2  | BW             |
| Nähe Neustädter Straße (Standort)  | Brücke                                               | Einbogige Sandsteinbrücke, um 1715, über den Graben | D-5-71-194-2  | BW             |
| Nähe Neustädter Straße (Standort)  | Wassergraben                                         | Futtermauern mit Strebepfeilern und Stützmauern mit reliefierten Rechteckpfosten, um 1715 | D-5-71-194-2  | BW             |
| Nähe Neustädter Straße (Standort)  | Schlosspark                                          | Barocke Gartenanlage mit regelmäßiger Wegführung und ovalem Sandsteinbecken mit mythologischen Sandsteinfiguren, der südliche Teil als Hainbuchenwald angelegt, um 1700, erneuert und auf die heutige Größe reduziert 1895, jenseits des Grabens                                                                 | D-5-71-194-2  | BW             |
| Nähe Neustädter Straße (Standort)  | Gartenmauer                                          | Sandsteinmauer mit kräftig rustizierten Portalpfeilern mit Kugelaufsätzen, um 1715 | D-5-71-194-2  | BW             |
| Nähe Neustädter Straße (Standort)  | Schlossökonomie                                      | L-förmige, dreiflügelige Anlage aus erdgeschossigen Satteldachbauten, teils massiv gemauert, teils Fachwerk, vor 1690 | D-5-71-194-2  | BW             |
| Neustädter Straße 4 (Standort)     | Ehemaliges Forsthaus                                 | Erdgeschossiger Satteldachbau mit Fachwerkgiebel, über älterem Kern 1753 (bezeichnet) errichtet oder grundlegend erneuert | D-5-71-194-3  | BW             |
| Neustädter Straße 6 (Standort)     | Ehemaliges Gärtnerhaus                               | Erdgeschossiger Bau mit Mansardwalmdach, erste Hälfte 18. Jahrhundert | D-5-71-194-4  | BW             |
| Neustädter Straße 16 (Standort)    | Ehemaliges Gemeindehirtenhaus                        | Ein- bis zweigeschossiger Satteldachbau in Hanglage mit verputztem Fachwerk, erstes Viertel 19. Jahrhundert, stark überformt | D-5-71-194-31 | BW             |
| Neustädter Straße 28 (Standort)    | Ehemaliges Gehöft                                    | Zweigeschossiger Satteldachbau mit Gurtgesims und verschalten Fachwerkteilen in Ober- und Giebelgeschoss, Mitte 19. Jahrhundert | D-5-71-194-32 | BW             |
| Neustädter Straße 28 (Standort)    | Ehemalige Scheune                                    | Satteldachbau mit teils verschalten Fachwerkteilen, Mitte 19. Jahrhundert | D-5-71-194-32 | BW             |
| Ruppersdorfer Straße 1 (Standort)  | Ausleger                                             | 19. Jahrhundert, am Gasthaus zum Adler | D-5-71-194-7  | BW             |
| Ruppersdorfer Straße 2 (Standort)  | Ehemaliges Ritterhaus                                | Zweigeschossiger Mansarddachbau mit flachem Mittelrisaliten, Freitreppe und gewölbtem Keller, 1768 | D-5-71-194-8  | weitere Bilder |
| Ruppersdorfer Straße 3 (Standort)  | Wohnhaus                                             | Zweigeschossiger Mansardwalmdachbau mit Fachwerkteilen im Obergeschoss, 18. Jahrhundert | D-5-71-194-9  | weitere Bilder |
| Ruppersdorfer Straße 5 (Standort)  | Ehemaliges Wohnstallhaus                             | Erdgeschossiger Satteldachbau in Fachwerk über massivem Sockel und mit massivem Stallteil, wohl zweite Hälfte 17. Jahrhundert, Stallteil umgestaltet | D-5-71-194-10 | weitere Bilder |
| Ruppersdorfer Straße 6 (Standort)  | Zwei Kellereingänge                                  | Wohl 17./18. Jahrhundert | D-5-71-194-11 | BW             |
| Ruppersdorfer Straße 6 (Standort)  | Zwei Keller                                          | Mit rundbogigen Eingängen, wohl 17./18. Jahrhundert | D-5-71-194-11 | BW             |
| Ruppersdorfer Straße 10 (Standort) | Ehemaliges Kleinbauernhaus, jetzt Wohnhaus           | Erdgeschossiger Satteldachbau mit Hausteinrahmen um Tür und Fenster, verputzten Fachwerkgiebeln und Kellereingängen, im Kern „1764“ (bezeichnet) | D-5-71-194-34 | weitere Bilder |
| Ruppersdorfer Straße 14 (Standort) | Wohnhaus                                             | Erdgeschossiger Bau in Fachwerk über massivem Sockel mit Mansarddach zur Straßenseite und Schopf, zweite Hälfte 18. Jahrhundert/erstes Viertel 19. Jahrhundert | D-5-71-194-33 | weitere Bilder |
| Ruppersdorfer Straße 17 (Standort) | Ehemalige Mühle                                      | Zweigeschossiger Bau mit Halbwalmdach und geohrten Hausteineinfassungen an Tür und Fenstern, „1772“ (bezeichnet), 1953 umgestaltet und dabei wohl auch nach Südwesten erweitert | D-5-71-194-12 | BW             |
| Ruppersdorfer Straße 17 (Standort) | Ehemalige Mühle, Scheune                             | Ein- bis zweigeschossiger Bau mit Fachwerkgiebel und Krüppelwalmdach, um 1772, durch Anbauten nach Osten und Süden erweitert | D-5-71-194-12 | BW             |
| Zeckenleite (Standort)             | Mausoleumsanlage der Herren von Crailsheim           | Zentralbau mit vorgelagertem Säulenportikus und Anbau, German Bestelmeyer, 1909, Einfriedung, 1909, Ehrensäule, 1909 | D-5-71-194-14 | BW             |

### Mühle (äußere)
| Lage                      | Objekt          | Beschreibung                                                                                                | Akten-Nr.     | Bild |
| ------------------------- | --------------- | --- | ------------- | ---- |
| Äußere Mühle 4 (Standort) | Ehemalige Mühle | Zweigeschossiger Satteldachbau mit massivem Erdgeschoss und Obergeschoss wie Giebel in Fachwerk, wohl 1832  | D-5-71-194-16 | BW   |
| Äußere Mühle 4 (Standort) | Stall           | Erdgeschossiger Satteldachbau mit massivem Erdgeschoss und Giebel in Fachwerk, um 1832, Südgiebel verschalt | D-5-71-194-16 | BW   |
| Äußere Mühle 4 (Standort) | Scheune         | Satteldachbau mit Fachwerkteilen, um 1832                                                                   | D-5-71-194-16 | BW   |

### Obernbibert
| Lage                     | Objekt        | Beschreibung | Akten-Nr.     | Bild |
| ------------------------ | ------------- | --- | ------------- | ---- |
| Obernbibert 8 (Standort) | Wohnstallhaus | Erdgeschossiger Satteldachbau mit segmentbogigen, im Erdgeschoss profilierten Fensteröffnungen, zweigeschossigem Zwerchhaus, gemauertem Erdgeschoss, Obergeschoss und Giebel in Fachwerk, nach Norden ein massives eingeschossiges Zwerchhaus mit gebänderten Ecklisenen, zweites Viertel 19. Jahrhundert, Stallanbau, erdgeschossiger Satteldachbau, frühes 19. Jahrhundert | D-5-71-194-17 | BW   |
| Obernbibert 8 (Standort) | Scheune       | Fachwerkbau mit Satteldach, frühes 19. Jahrhundert | D-5-71-194-17 | BW   |
| Obernbibert 8 (Standort) | Torpfosten    | Mit Kugelaufsatz, frühes 19. Jahrhundert | D-5-71-194-17 | BW   |

### Rosenberg
| Lage                    | Objekt                                        | Beschreibung | Akten-Nr.     | Bild           |
| ----------------------- | --------------------------------------------- | --- | ------------- | -------------- |
| In Rosenberg (Standort) | Ziehbrunnen                                   | Rechteckiger Brunnenkasten mit zwei Säulen, Satteldach und Brunnenrad, Mitte 19. Jahrhundert                                              | D-5-71-194-20 | BW             |
| Rosenberg 11 (Standort) | Ehemaliger Crailsheimer Gutshof, Hauptgebäude | Zweigeschossiger Walmdachbau mit Ladegaube und Fledermausgauben, 18. Jahrhundert                                                          | D-5-71-194-19 | BW             |
| Rosenberg 11 (Standort) | Stall                                         | Erdgeschossiger Satteldachbau mit Ladegauben, 18. Jahrhundert, im 19./20. Jahrhundert nach Osten erweitert                                | D-5-71-194-19 | BW             |
| Vorbühl (Standort)      | Burgstall                                     | Standort mit terrassierter Fläche und Resten von Wällen und Gräben einer ehemaligen Abschnittsburg mit Eckturmruine, wohl 14. Jahrhundert | D-5-71-194-18 | weitere Bilder |

### Unternbibert
| Lage                                                                 | Objekt                                                 | Beschreibung | Akten-Nr.     | Bild                        |
| -------------------------------------------------------------------- | ------------------------------------------------------ | --- | ------------- | --------------------------- |
| Daubersbacher Straße 1 (Standort)                                    | Ehemaliges Wohnstallhaus                               | Erdgeschossiger Satteldachbau mit Fachwerkgiebel, 18. Jahrhundert | D-5-71-194-21 | BW                          |
| Grottfeld, 1500 m westlich des Ortes Richtung Obernbibert (Standort) | Grenzstein                                             | Wohl 18. Jahrhundert mit Deutschordens- und brandenburgischem Wappenrelief | D-5-71-194-29 | BW                          |
| Hauptstraße 14 (Standort)                                            | Ehemaliges evangelisch-lutherisches Pfarrhaus          | Zweigeschossiger Satteldachbau mit Schopf und Halbwalmdach nach Westen und rückseitigem erdgeschossigen Satteldachanbau, zweifach vorkragender Ostgiebel und Teile des Obergeschosses in teils verputztem Fachwerk, „1719“ (bezeichnet), Hofmauer, mit Durchgang, 18. Jahrhundert                    | D-5-71-194-22 | BW                          |
| Hauptstraße 16 (Standort)                                            | Evangelisch-lutherische Pfarrkirche Sankt Bartholomäus | Chorturmkirche, Saalbau mit Walmdach, eingezogenem Rechteckschor im Turm mit Geschossgesimsen und Spitzhelm sowie mit Sakristeianbau im Norden, Turm wohl „1491“ (bezeichnet), Langhauserneuerung wohl 1777 durch Johann David Steingruber, Sakristeianbau 19./20. Jahrhundert, mit Ausstattung      | D-5-71-194-23 | weitere Bilder              |
| Hauptstraße 14 (Standort)                                            | Friedhofsmauer, ehemalige Wehrmauer                    | Im Kern spätmittelalterlich | D-5-71-194-23 | BW                          |
| Hauptstraße 17 (Standort)                                            | Gasthaus                                               | Zweigeschossiger Satteldachbau mit massivem Erdgeschoss, geohrtem Hausteinportal und geohrten Hausteineinfassungen an den Fenstern sowie mit schmiedeeisernem Ausleger, Teile des Obergeschosses und Giebel in Fachwerk, „1717“ (bezeichnet), nach Norden und Süden durch spätere Anbauten erweitert | D-5-71-194-24 | weitere Bilder              |
| Hauptstraße 20 (Standort)                                            | Ehemalige Schmiede                                     | Zweigeschossiger Satteldachbau mit im Kern wohl 18. Jahrhundert, offener Vorbau wohl Mitte 19. Jahrhundert | D-5-71-194-25 | Ehemalige Schmiede          |
| Hauptstraße 26 (Standort)                                            | Gasthaus zur Krone                                     | Zweigeschossiger Satteldachbau mit dreigeschossigem Giebel mit Schopf, massivem Erdgeschoss und offenem Fachwerk in Giebel und Teilen des Obergeschosses, rückseitiger Ökonomietrakt mit massivem Erdgeschoss, im Kern 17. Jahrhundert, „1881“ (bezeichnet) verändert, Fachwerkgiebel 2005 erneuert  | D-5-71-194-26 | weitere Bilder              |
| Klingenhölzl, am Weg nach Daubersbach (Standort)                     | Steinkreuz                                             | Mittelalterlich, mit zwei eingeritzten gekreuzten Sensen | D-5-71-194-28 | BW                          |
| Kreisstraße AN 24 (Standort)                                         | Steinkreuz, wohl Sühnekreuz                            | Mittelalterlich, stark abgewittert und verstümmelt | D-5-71-194-27 | Steinkreuz, wohl Sühnekreuz |